# Wallaszky Pál
Wallaszky Pál (Bagyan, 1742. január 29. – Jolsva, 1824. szeptember 29.) irodalomtörténész, evangélikus lelkész.

## Élete
Szlovák földműves szülők, Wallaszky Jakab és Tomischovicz Mária fia. 1753-tól Selmecbányán, 1756-ban Rimaszombatban, 1757-től Pozsonyban végezte iskoláit. Már tanuló korában beszélt magyarul, szlovákul, latinul és németül, értett görögül és héberül. 1761-ben tanárai a Sembery családhoz küldték nevelőnek Losoncra. Két évig ott volt nevelő, majd tanítványával újra a pozsonyi evangélikus gimnáziumba ment és tovább képezte magát.
1767-ben Lipcsébe utazott hittudományt hallgatni. Közben tanulmányozta a bölcseletet, a régi nyelveket és a történelmet is. Tanulmányaiban Bél Mátyás fia, a lipcsei egyetemen tanárként működő Bél Károly András irányította. Ekkor már gyűjtötte az adatokat irodalomtörténeti munkájához. Halléban és Wittenbergben is tanult, az utóbbi helyen átnézte Rotarides Mihály hátrahagyott kéziratait.
1769 végén a Békés vármegyei Tótkomlós evangélikus gyülekezete meghívta papjának. Később a Pest-Pilis-Solt-Kiskun vármegyei Cinkotán volt prédikátor, ekkor került kapcsolatba pesti tudós körökkel, többek között Cornides Dániellel és Horányi Elekkel. Néhány évvel később betegsége miatt lemondott állásáról és a Gömör vármegyei Jolsva magyar-szlovák evangélikus gyülekezetének lelkipásztora lett, itt is maradt haláláig. Mint gömöri alesperes tagja volt a pesti zsinatnak (1791). Ötvenéves papi jubileumán, 1819-ben falujában széleskörű ünneplésben részesítették.